# N5 (België)
De N5 is een gewestweg in België die loopt van de hoofdstad Brussel, via Charleroi, naar de grens met Frankrijk, waar deze aansluit op de in 2018 geopende autosnelweg A304. Tussen Charleroi en de Franse grens loopt de N5 samen met de E420. De maximumsnelheid is er voor het grootste deel 120 km/h. De kwaliteit van het wegdek is op bepaalde plekken slecht te noemen. Vooral de stukken tussen Yves-Gomezée en Philippeville (4,5 km) en in de buurt van Neuville (3,5 km), wat voor het grootste deel in beton is uitgevoerd. Tussen 2014 en 2021 is er gewerkt aan de heraanleg van de weg tussen Charleroi en de Franse grens met voor een deel nieuwe trajecten.

## Geschiedenis
In de achttiende eeuw werd de steenweg Brussel - Charleroi en het segment Bruly - Couvin (- Viroinval) aangelegd. Met het segment Charleroi - Couvin werd de N5 afgewerkt onder het Verenigd Koninkrijk der Nederlanden in de periode 1815-1830.

### Couvin - Frans grens
Er waren al heel lang plannen om de bestaande N5 ten zuiden van Charleroi, nu grotendeels 2×2 rijstroken zonder vluchtstroken, in te richten tot autosnelweg en waar nodig het tracé om te leggen. De kwestie werd sinds 2008 meer urgent toen de Franse overheid startte met de aanleg van de A304, een nieuwe autosnelweg die aansluit op de Belgische N5. Samen zouden ze de E420 vormen.
Tussen de Franse grens en Couvin volgde de N5 aanvankelijk een bochtig en smal tracé. Sinds 2015 is er gewerkt aan een omleiding. Het eerste deel (ca. 5 km) ter hoogte van Couvin is oktober 2017 al opengesteld. Vrachtverkeer hoefde zodoende niet meer door het centrum van Couvin te rijden. Het andere deel van Couvin tot aan de Franse grens bij Brûly is in 2019 opengesteld voor het verkeer. De weg heeft 2×2 rijstroken en er zijn ook vluchtstroken. In Frankrijk sluit de nieuwe weg aan op de reeds geopende A304. Deze A304 loopt van Brûly naar Charleville-Mézières en sluit daar aan op de A34.

## Heraanleg deel Somzée - Couvin
Tussen Somzée en Couvin (28 kilometer) is de weg al 2×2 maar waren er tot het begin van de 21e eeuw geen vluchtstroken. Ook zijn er veel gelijkvloerse kruisingen en (gevaarlijke) oversteken. In de zomer van 2014 startte het herstel van het wegdek tussen Philippeville en Samart (3 km). In het najaar van 2014 begonnen de werken tussen Somzée en Fraire (5 km). Er is een vluchtstrook aangelegd en er zijn nieuwe geleiderails geplaatst bij beide werven. De werken werden in 2017 afgerond. Later zullen ook andere delen van het tracé tussen Somzée en Couvin aangepakt worden.

## Toekomst
Tussen Somzée en Charleroi werd aanvankelijk een nieuwe 2×2 verbinding voorzien die zou aansluiten op de ring van Charleroi. Lange tijd was er geen eensgezindheid over waar de nieuwe N5 op de Grote Ring rond Charleroi zou moeten aansluiten: bij de A503 naar het centrum van Charleroi, of naar de oostelijke R3 tussen Loverval en Chatelet. Bij de huidige aansluiting is de ruimte beperkt. Verder staan er langs het huidige tracé van Charleroi tot Somzée veel huizen en is er geen ruimte om 2×2 rijstroken te maken op de plekken waar dit nog niet het geval is. In 2015 werd de knoop doorgehakt en werd beslist een 2×1-weg aan te leggen naar én de A503 én de R3-Oost. Beide takken zouden vertrekken net ten noorden van Bultia, waar de weg eveneens verdiept zou aangelegd worden. De werken zouden tegen 2020 moeten beginnen. De aanleg van nieuwe wegen ten zuiden van Charleroi werd geannuleerd door de Regering-Di Rupo III in september 2019.

## Plaatsen en straatnamen
Brussel
Sint-Gillis
- Waterlose Steenweg / Chaussée de Waterloo

Elsene
- Waterloose Steenweg / Chaussée de Waterloo

Ukkel
- Waterloosesteenweg / Chaussée de Waterloo

Sint-Genesius-Rode
- Waterloose Steenweg

Waterloo
- Chaussée de Bruxelles
- Chaussée de Charleroi

Lasne
- Chaussée de Charleroi

Genepiën
- Chaussée de Bruxelles
- Rue de Bruxelles
- Rue Dernier Patard

Les Bons Villers
- Chaussée de Bruxelles

Charleroi
- Rue de Pont-à-Migneloux
- Route Nationale 5
- Chaussée de Bruxelles
- Avenue de Philippeville
- Route de Philippeville

Gerpinnes
- Chaussée de Philippeville

Ham-sur-Heure-Nalinnes
- Rue de Philippeville

Walcourt
- Route de Philippeville
- Route de Couvin
- Rue de France

Philippeville
- Route Nationale 5
- Rue de Mariembourg

Couvin
- Route Nationale 5

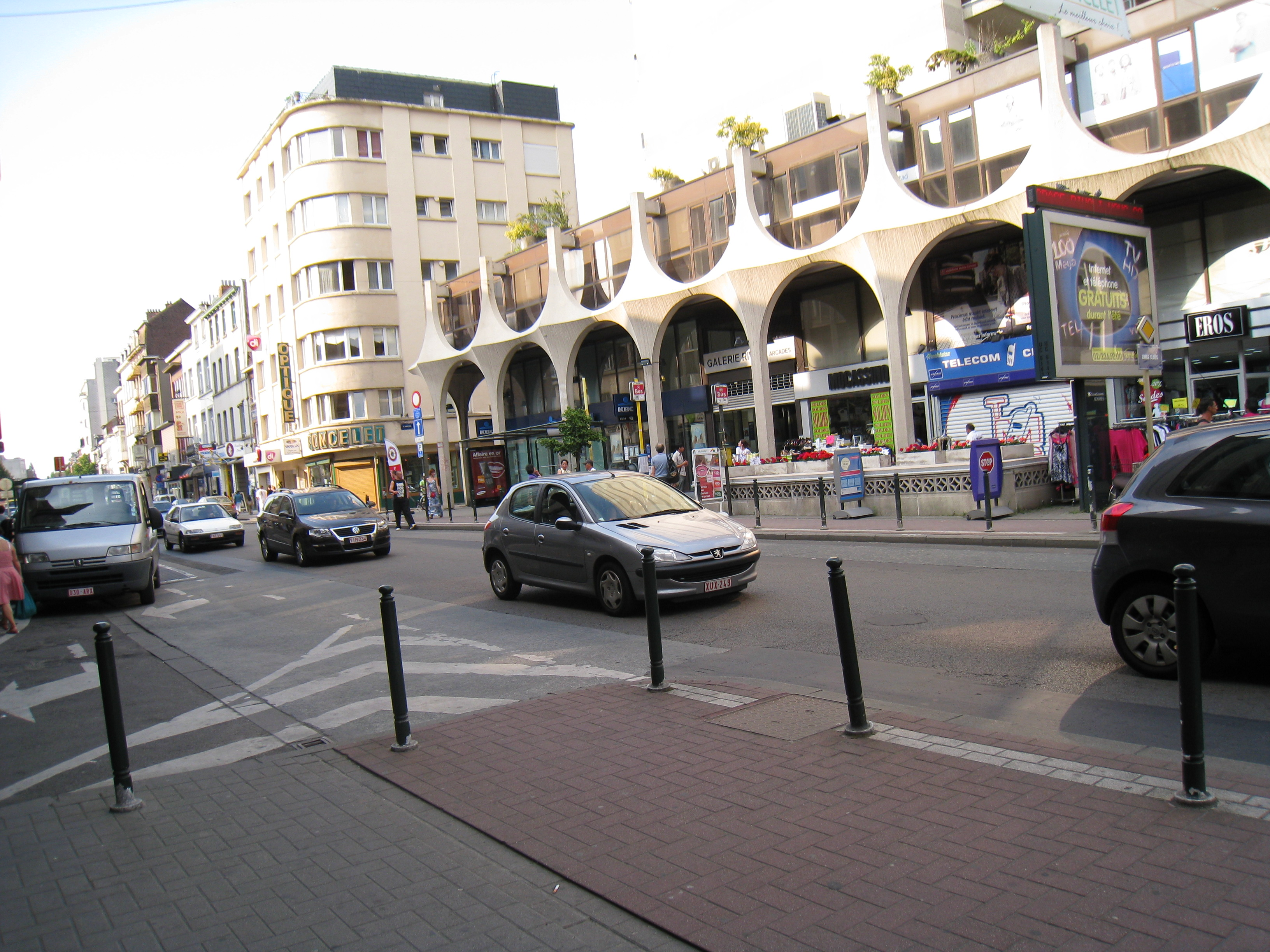
N5 als Waterloosesteenweg in la Bascule in Ukkel
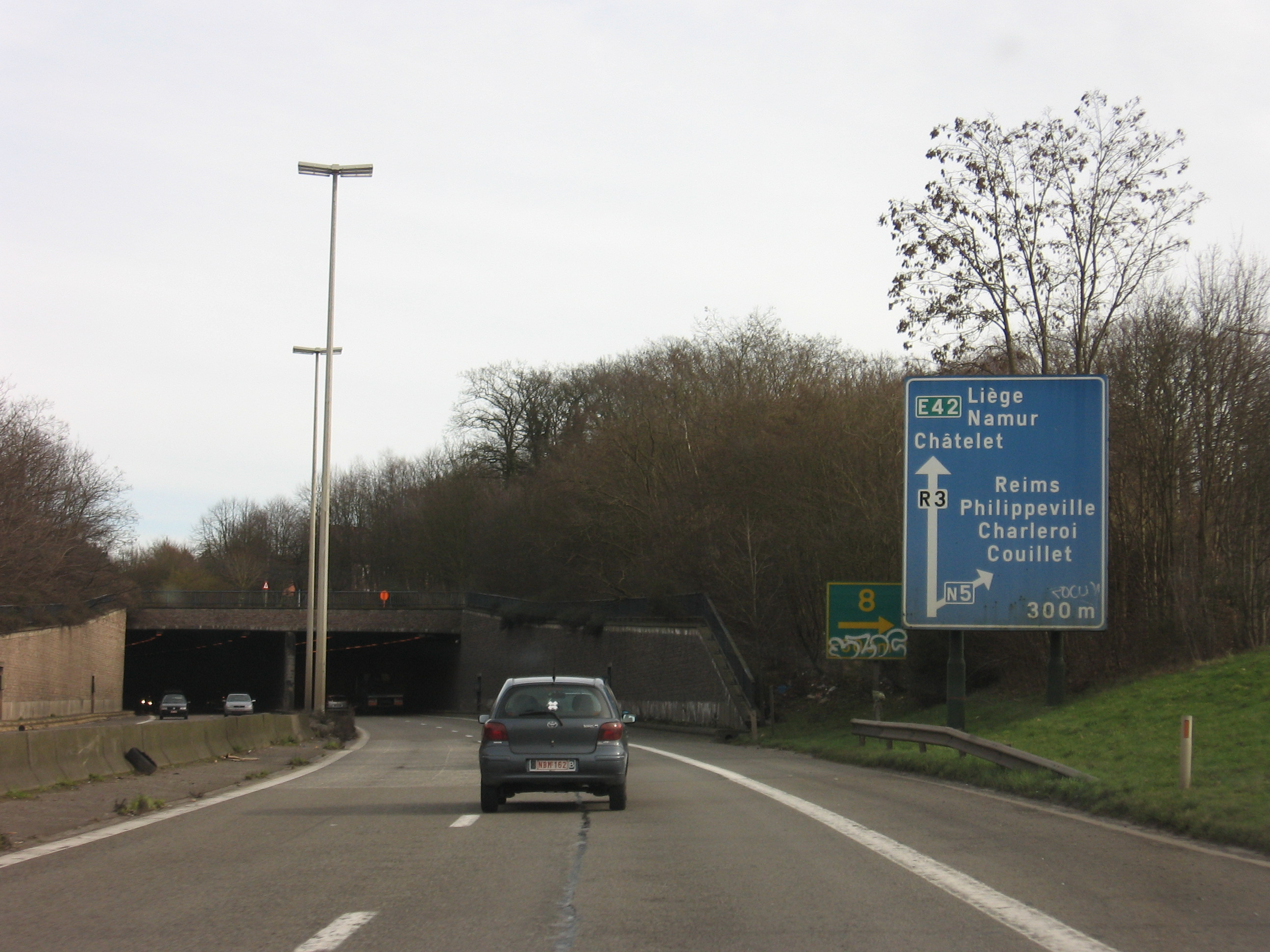
R3 bij afrit 8 richting N5
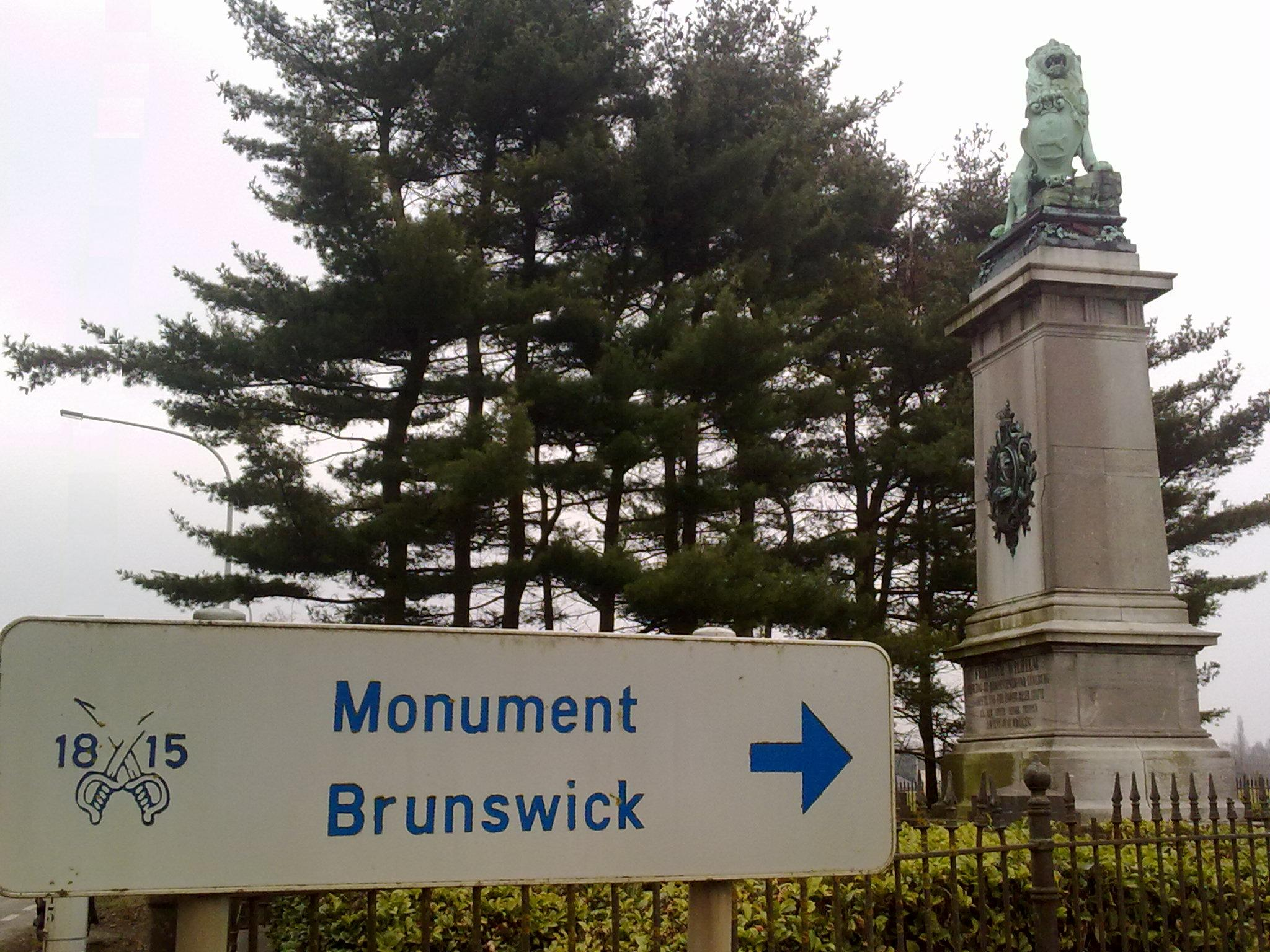
Brunswick monument ten Zuiden van Quatre-Bras.

## Aftakkingen

### N5a
De N5a is een 1,4 kilometer lange verbindingsweg door Dernier Patard. De N5a gaat dwars door het gehucht heen, waar de N5 om het dorp heen gaat.

### N5b
De N5b is een 2 kilometer lange verbindingsweg in Waterloo. De weg verbindt de R0, afrit 28 Waterloo-Noord, met de N5.

### N5c
De N5c is een 5,6 kilometer lange aftakking van de N5 in Brussel tussen de Gulden Kasteelstraat in Ukkel en de kruising van de Munthofstraat met de Henri Jasparlaan in Sint-Gillis.
De weg kruist onderweg de N261 en de N241 met kruisingen en de N5 met een rotonde.

### N5d
De N5d is een 300 meter lange weg in Charleroi. De route gaat over de Rue Blanchard en is alleen van oost naar west te berijden. De weg sluit aan op de N585.

### N5e
De N5e is een 1,2 kilometer lange aftakking van de N5 ten zuiden van Genepiën. De weg draagt de naam Route du Sucre

### N5f
De N5f is een 950 meter lange verbindingsweg tussen de N5 en de N27 bij Eigenbrakel. De weg draagt de naam Route du Lion.

### N5g
De N5g is een 14,2 kilometer lange aftakking tussen de N5 ten noorden van Couvin en de Franse D985 bij Gué-d'Hossus. Dit wegtracé vormt de voormalige route van de N5 die de weg had vóór het openstellen van het nieuwe tracé met 2×2 rijstroken tussen Couvin en de Franse A304, dat een fractie oostelijker ligt. De weg draagt van noord naar zuid achtereenvolgens de namen Route Charlemagne, Rue de la Gare, Faubourg Saint-Germain, Rue de la Marcelle, Rue du Pont Du Roy, Rue de Pernelle en Rue Grande.

### N5i
De N5i is een 350 meter lange verbindingsweg bij Gosselies tussen de A15 E42 (afrit 16 Gosselies) en de N5. De weg beschikt over twee rijstroken richting de N5 en één rijstrook richting de A15.

### N5j
De N5j is een 3,2 kilometer lange weg om Les Bons Villers heen. De N5j is hier bedoeld voor het doorgaande verkeer tussen Brussel en Charleroi, terwijl de N5 op dit stuk bedoeld is voor het lokale verkeer.